# Cang Jie
Cangjie, auch bekannt als kant. Chongkit (chinesisch 倉頡 / 仓颉, Pinyin Cāngjié, IPA (hochchinesisch) [tsʰaŋ˥ tɕiɛ˧˥], W.-G. Ts’ang1 Chieh2, Jyutping Cong1 Kit3, Yale Chōng Kit, IPA (kantonesisch) [tsʰɔːŋ˥ kʰɪt˧]), ist eine legendäre Figur im Alten China (circa 2650 v. Chr.). 
Ihm werden die Rollen als Historiker des legendären Gelben Kaisers (2697–2597 v. Chr. oder 2696–2598 v. Chr.) und die der Miterfindung der chinesischen Schriftzeichen zugesprochen.

## Legende
Der Mythos von Cang Jie ist in Texten aus der Zeit der Streitenden Reiche und – mit deutlich mehr Details – aus der Han-Dynastie überliefert. Sie sind jedoch insgesamt unvollständig und widersprechen sich teilweise. Cangjie wird übereinstimmend als Person mit herausragenden Fähigkeiten beschrieben. Er soll vier Augen gehabt haben und konnte angeblich schon bei seiner Geburt schreiben.
Gemäß der Mythologie war Cangjie der Chronist des Gelben Kaisers. Um die Ereignisse aufzuzeichnen, benutzte er Schnüren verschiedener Längen und Farben, die er aneinanderknotete. Mit der Zeit wurde es aber zu schwierig, sich zu erinnern, welcher Knoten und welche Schnüre welches Ereignis darstellen sollte. Cangjie suchte daher nach einem einfacheren Weg, geschichtliche Ereignisse und menschliche Gedanken aufzuzeichnen. Er fragte andere weise Menschen und zog sich letzten Endes in eine Höhle zurück, wo er die ersten Schriftzeichen ersann. Er gilt somit als Urheber der Urformen zahlreicher Zeichen. Danach begann er, anderen Menschen die Zeichen beizubringen. Da Cangjie viel zu viele Zeichen entwickelt hatte, konnte niemand alle Zeichen lernen, selbst der weise Konfuzius schaffte es nicht. Aus Enttäuschung warf er deshalb die Zeichen, die niemand lernen konnte, in andere Länder. Dies war der Beginn anderer Schriftsysteme.
Man erzählt sich, dass die Erfindung der Schrift durch Cangjie so ein großes Ereignis war, und dass der Schrift so eine magische Kraft zugeschrieben wurde, dass Hirse vom Himmel fiel und die Geister schrien. Der Gelehrte Gao Yu bemerkte im 3. Jahrhundert jedoch, dass die Hirse vom Himmel fiel, weil die Götter wussten, dass die Menschen die Landwirtschaft vernachlässigen würden, und dass die Geister schrien, weil sie von den Schriften der Menschen schlechter Taten beschuldigt werden würden. Man erzählt sich weiterhin, dass Cangjie in Konflikt mit der Schöpfergöttin Nüwa kam, weil er viele Zeichen mit dem Radikal 女,  nǚ – „Frau“ geschaffen hatte, die schlechte Dinge bezeichnen. Um Nüwa zu besänftigen, schuf Cangjie weitere Zeichen mit diesem Radikal, die aber gute Dinge bezeichnen wie etwa 好,  hǎo – „gut“.
Während der Song-Dynastie wurde Cangjie zum Schutzherren über die kaiserlichen Schreiber (Xu Li), man nannte ihn nun König Cang und richtete jeden Herbst ein großes Fest zu seinen Ehren aus. Auch heute noch wird Cangjie in ganz China verehrt. Im ganzen Land findet man Cangjie-Tempel, -Gräber oder andere Orte, die zu seiner Verehrung dienen. Der wichtigste davon sind Grab und Tempel des Cang Jie in Baishui, Provinz Shaanxi neben Shandong, Henan und Hebei. Ebenfalls in Shaanxi wird jährlich ein Fest gefeiert, das an den Hirseregen in Verbindung mit der Erfindung der Schrift erinnern soll. Im Rahmen dieser Feiern werden Theaterstücke aufgeführt und gedämpfte Brote in verschiedenen Formen geopfert. Chinesische Schüler berühren beim Besuch eines Cangjie-Tempels spezielle Steintafeln in der Hoffnung, davon eine schöne Handschrift zu bekommen. Die Nachfahren Cangjies sollen angeblich den Familiennamen Shǐ – 史 ‚Historie, Chronik‘ – tragen zur Erinnerung an ihn als den offiziellen Historiker und Chronist des legendären Gelben Kaisers.

## Trivia
Ein Marsgestein war einer der Zielorte des Marsrovers Spirit auf dem Planet Mars. Die amerikanische Rovermannschaft gab den speziellen Gestein bzw. Wegpunkt die Bezeichnung Cangjie.
Die Cangjie-Eingabemethode für chinesische Zeichen ist ebenfalls nach ihm benannt.